# 13 Brygada Artylerii Polowej (austro-węgierska)
13 Brygada Artylerii Polowej (13. Feldartilleriebrigade) – brygada artylerii cesarskiej i królewskiej Armii.

## Komendanci pułku
- płk / gen. mjr Alfred von Kropatschek (1886 – 1890 → komendant 3 BA)
- płk Carl Hess (1914)

## Dyslokacja sztabu w 1914
Garnizon Zagrzeb.

## Skład w maju 1914
- 37 Pułk Armat Polowych
- 38 Pułk Armat Polowych
- 39 Pułk Armat Polowych
- 13 Pułk Haubic Polowych
- 13 Dywizjon Haubic Ciężkich

## Podporządkowanie w 1914
13 Korpus